# Jérôme Dauba
Jérôme Dauba, né le 13 juillet 1975 à Chartres, est un entraîneur de football français. Entraîneur des féminines des Girondins de Bordeaux de 2016 à 2019, il est actuellement sélectionneur national des U15 Féminine au sein de la FFF et directeur du Pôle Espoirs Féminin de Mérignac au sein de la Ligue de Football Nouvelle Aquitaine.

## Biographie
Jérôme Dauba fut entraîneur des U19 Nationaux du SA Mérignac pendant dix ans ainsi que de l'équipe DH pendant une année. Il occupa par ailleurs la fonction d'adjoint au Conseiller Technique du District Gironde-Atlantique.
En juin 2016, il est nommé entraîneur de l'équipe première des féminines des Girondins de Bordeaux qui accèdent pour la première fois à la Division 1. Il est accompagné par Anthony Vigneron, en tant que préparateur physique, et Cécilie Quatredeniers, entraîneuse des gardiennes de but. À l'aube de la saison 2016-2017, il affirme les ambitions de son équipe, se maintenir le plus rapidement possible, concédant que la tâche sera difficile. Finalement, le maintien sera assuré lors de la dernière journée, obtenant un match nul (2-2) contre le PSG. Alors que l'effectif était le plus jeune de la D1, la suivant suivante voit le recrutement de joueuses expériences. Les Girondines finissent la saison à la septième place de D1.
Élu meilleur entraîneur de D1, il prolonge jusqu'en juin 2019 à Bordeaux. La saison 2018-2019 voit Bordeaux continuer sa progression, finissant quatrième du championnat de France. Ainsi, Jérôme Dauba est élu pour la deuxième fois consécutivement meilleur entraîneur de D1. Désirant donner une nouvelle impulsion au projet féminin, la direction des Girondins de Bordeaux décident d'écarter Jérôme Dauba à l'issue de la saison et de nommer à sa place l'Espagnol Pedro Martínez Losa.
En 2019, il prend un poste de cadre technique au sein du district de la Gironde avec comme mission principale le développement du football féminin. En parallèle, il est devient sélectionneur adjoint de l'équipe de France féminine U19 auprès de Sonia Haziraj.
En août 2019, il fait ses débuts de consultant au micro de la chaîne canal + à l'occasion des matches de la Coupe du Monde féminine 2019 en France, expérience qu’il poursuit sur cette chaîne pour le championnat de D1 féminine Arkema. 
Depuis septembre 2021, il occupe le poste de directeur du Pôle Espoirs Féminin de Mérignac de la Ligue de Football Nouvelle Aquitaine après avoir obtenu son diplôme du BEFF (Brevet d’Entraineur Formateur de Football - IFF)
En août 2022, il participe à la coupe du monde des U20F au Costa Rica avec la sélection française en tant qu’adjoint à la sélectionneure Sonia  Haziraj.
En septembre 2022, il est nommé sélectionneur national des U15 féminines dans le cadre de la création du "groupe de développement U15 féminines" par la FFF et chargé de piloter le modèle de jeu pour cette sélection. 

## Distinctions individuelles
- Meilleur entraîneur de D1 féminine en 2018 et 2019

## Statistiques
| Saison                | Club                  | Championnat           | Championnat | Championnat | Championnat | Championnat | Coupe nationale | Coupe nationale | Coupe nationale | Coupe nationale | Total  | Total | Total | Total | % Victoires |
| Saison                | Club                  | Division              | Matchs      | V           | N           | D           | Matchs          | V               | N               | D               | Matchs | V     | N     | D     | % Victoires |
| --------------------- | --------------------- | --------------------- | ----------- | ----------- | ----------- | ----------- | --------------- | --------------- | --------------- | --------------- | ------ | ----- | ----- | ----- | ----------- |
| 2016-2017             | FCG Bordeaux          | Division 1            | 22          | 3           | 7           | 12          | 2               | 1               | 0               | 1               | 24     | 4     | 7     | 13    | 16,67 %     |
| 2017-2018             | FCG Bordeaux          | Division 1            | 22          | 5           | 7           | 10          | 2               | 1               | 0               | 1               | 24     | 6     | 7     | 11    | 25 %        |
| 2018-2019             | FCG Bordeaux          | Division 1            | 22          | 10          | 4           | 8           | 1               | 0               | 1               | 0               | 23     | 10    | 5     | 8     | 43,48 %     |
| Total sur la carrière | Total sur la carrière | Total sur la carrière | 66          | 18          | 18          | 30          | 5               | 2               | 1               | 2               | 71     | 20    | 19    | 32    | 28,17 %     |